# Prodajus bilobatus
Prodajus bilobatus là một loài chân đều trong họ Dajidae. Loài này được Shiino miêu tả khoa học năm 1943.